# Männerhort (Film)
Männerhort ist eine deutsche Filmkomödie von Franziska Meyer Price aus dem Jahr 2014. Die Produktion basiert auf dem gleichnamigen Theaterstück des deutsch-isländischen Autors Kristof Magnusson und erzählt von drei beziehungsgeplagten Männern, die sich im zentralen Heizungskeller ihrer Neubausiedlung eine frauenfreie Zone schaffen, um fernab des Ehealltags heimlich Fußball schauen und Bier trinken zu können – bis der strenge Hausmeister ihre Zuflucht entdeckt und das Trio vertreiben möchte. In den männlichen Hauptrollen sind Elyas M’Barek, Christoph Maria Herbst, Detlev Buck und Serkan Cetinkaya zu sehen. Weitere Rollen übernahmen unter anderem Cosma Shiva Hagen, Lisa Maria Potthoff und Jasmin Schwiers.

## Handlung
Auf der Flucht vor ihren konsumfreudigen Ehefrauen tauchen Eroll, Lars und Helmut in einem Zentralheizungskeller in der Peripherie ihrer neuen Wohnsiedlung ab, wo sie sich eine letzte Enklave der Männlichkeit eingerichtet haben. Hier können sie zwischen Pin-Up-Girls und Tischfußball unbeschwert ihren Hobbys frönen: Zwischen Fast Food und Dosenbier wird auf großer Leinwand Fußball geschaut und über die unverständige Gattin hergezogen – eben ein wahrhaftiger Männerhort! Als ihnen aber eines Tages der Hausmeister Aykut auf die Schliche kommt, müssen sie um ihr Versteck kämpfen – bis der genervte Aykut ebenfalls den Plan schmiedet, vor seiner Ehefrau zu fliehen. Doch schon bald beginnt die Idylle zu bröckeln und die Männer erkennen, dass sie sich eigentlich nur etwas vorgemacht haben. Lars, der eigentlich meinte eine offene Ehe zu führen und dabei glücklich zu sein, wünscht sich nichts sehnlichster, als bei seiner Anne zu sein, zumal sie kurz vor der Geburt ihres ersten Kindes steht. Helmut gesteht seinen Freunden schwul zu sein und Eroll trennt sich von seiner Frau Connie. So lösen die drei ihren Männerhort wieder auf und leben endlich so, wie sie es sich eigentlich immer erhofft hatten: Lars als Familienmensch, wobei er weiß, dass Eroll der Vater von Annes Kind ist, da er selbst unfruchtbar ist, Helmut bekennt sich offen zu seinem Freund Alex und Eroll genießt seine wiedergewonnene Freiheit und zieht in die Welt.

## Hintergrund
Die Dreharbeiten zu Männerhort fanden vom 5. September bis 25. Oktober 2013 in Frankfurt am Main und Umgebung statt. Obwohl der Produktionsfirma zunächst ein anderer Drehort außerhalb Hessens vorgeschwebt war, entschied man sich zugunsten zugesicherter Fördergelder schließlich für die günstigere Produktionsvariante in der Mainmetropole. So förderten neben der Filmförderungsanstalt (FFA) und dem deutschen Filmförderfonds (DFFF) auch der Beauftragte der Bundesregierung für Kultur und Medien sowie HessenInvestFilm das rund 4,3 Millionen Euro teure Projekt mit der benötigten Höchstfördersumme von einer Million Euro. Produzent Uli Aselmann befand die Entscheidung als Vorteil, nachdem die Stadt Frankfurt im Gegensatz zu anderen deutschen Großstädten „noch nicht so abfotografiert“ sei. Zudem konnte er mit Bernhard Jasper einen Kameramann für das Projekt verpflichten, der bereits für Matthias Schweighöfers Filme What a Man (2011) und Schlussmacher (2013) Mainhattan in Szene gesetzt hatte. Für die Außenaufnahmen bekam schließlich ein Neubauviertel im nördlichen Frankfurter Stadtbezirk Riedberg den Zuschlag, wo auch das Hauptmotiv, die Reihenhaussiedlung der drei Protagonisten, angesiedelt wurde. Hier entstanden unter anderem auch Szenen im angrenzenden naturwissenschaftlichen Campus Riedberg der Johann-Wolfgang-Goethe-Universität. Im Einkaufszentrum angesiedelte Sequenzen wurden wiederum im innenstädtischen MyZeil gedreht, das für den Film kurzerhand in „Happy Center“ umbenannt wurde.

## Rezeption

### Kritiken
„Dass der Film trotzdem streckenweise durchaus amüsant geraten ist, verdankt er der Chemie zwischen den männlichen Darstellern, die über manche Drehbuch- und Inszenierungsschwäche hinweghilft“, urteilte Die Welt in ihrer Rezension. „Diese vier machen den Heizungskeller zum Durchlauferhitzer, in dem nicht nur die gängigen Klischees über Männer und Frauen durchgenudelt, sondern sogar noch ein paar Lebenslügen entlarvt werden [...] Schade nur, dass die Frauenfiguren, die zur filmischen Erweiterung des Bühnenspiels eingeführt wurden, allesamt schmerzhaft eindimensionale Karikaturen sind, und keine Menschen aus Fleisch und Blut.“
Reinhard Westendorf von der Neuen Osnabrücker Zeitung schrieb in seiner Kritik: „Im Grunde nicht mehr oder weniger als ein alle Klischees ausspielender Herrenwitz, über den auch die Damen spontan lauthals lachen werden, trumpft der inszenatorisch biedere Männerhort zumindest darstellerisch auf.“ Lob fand er vor allem für das Spiel von Darsteller Christoph Maria Herbst, „der seine Fiesling-Rolle schon auf der Bühne spielte“, und „selbst abgelaufene Kalauer frisch und frech“ präsentiere.
„Regisseurin Franziska Meyer Price hat drei Comedy-Qualitätsgaranten für ihre Geschlechter-Komödie Männerhort gewinnen können – und in Anbetracht von so viel Talent vor und hinter der Kamera ist es umso enttäuschender, dass der Film derart scheitert“, schrieb Christoph Petersen von Filmstarts. „Wir freuen uns zwar weiterhin auf jedes neue Projekt mit Elyas M’Barek, Christoph Maria Herbst oder Detlev Buck, aber um ihren Männerhort sollte man trotzdem besser einen Bogen machen.“
„Ein Running Gag über Männer, die beladen mit Retourenpaketen ihrer Frauen an der Post Schlange stehen, ist leider nicht abendfüllend – ebenso wenig wie das plumpe Aufsexen der Handlung“, meint Birgit Roschy von epd Film. Sie gibt der „witztechnisch schlichten Verfilmung der Boulevardkomödie“ durchschnittliche 3 von 5 Sternen.

### Erfolg
Der Film feierte am 21. September 2014 im Cinestar Metropolis-Kino am Eschenheimer Tor in Frankfurt am Main Premiere. Die Freigabe zur öffentlichen Vorführung der Produktion erfolgte am 2. Oktober. Presseberichten zufolge zählte die Produktion bereits nach Ende des ersten Vorführwochenendes rund 280.000 Besucher in 530 Kinos und erreichte damit noch vor Dracula Untold und David Finchers Gone Girl direkt Platz 1 der deutschen Kinocharts.